# Vorschmack

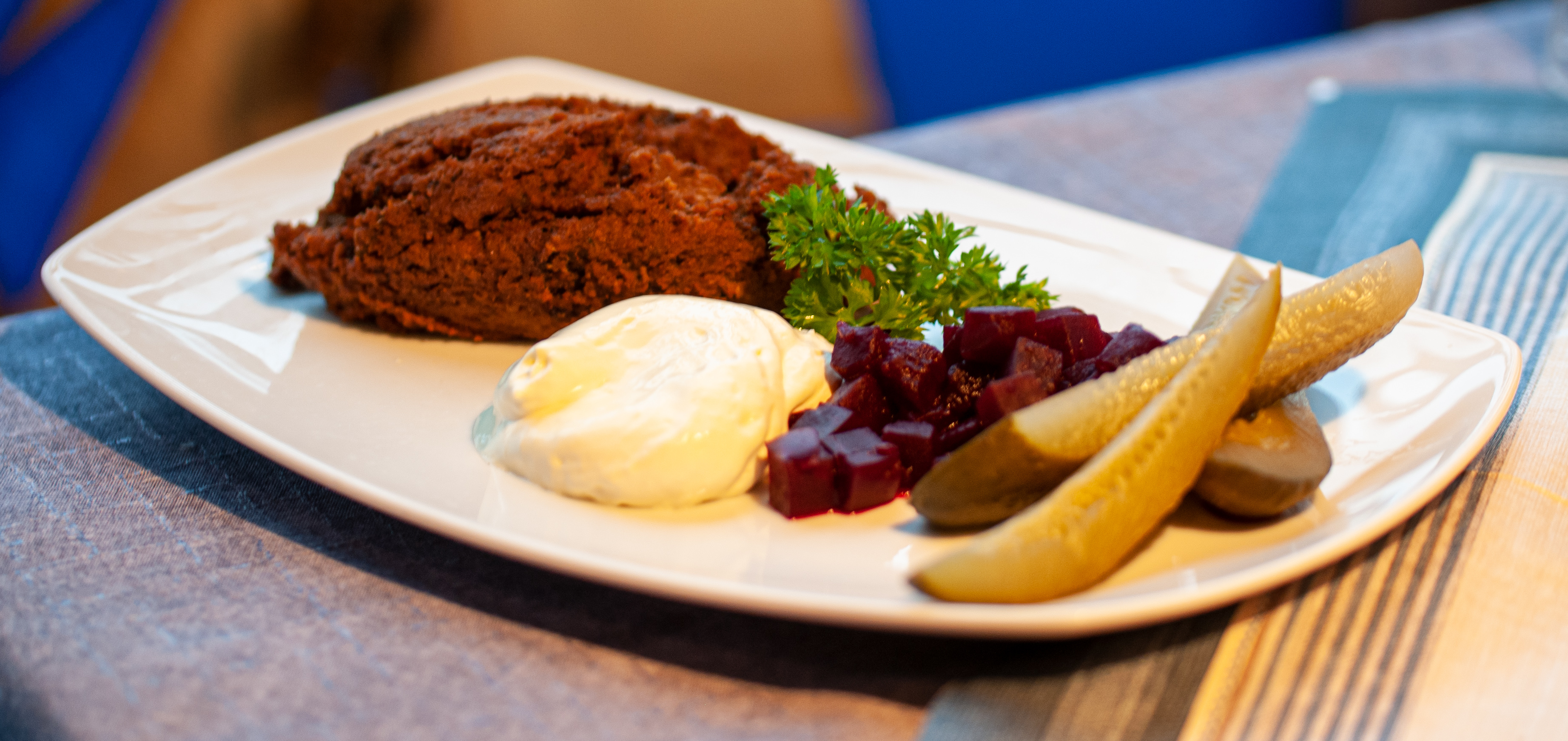
Vorschmack als Vorspeise

Vorschmack ist eine warme Vorspeise (Sakuska, Pfännchengericht) oder ein Hauptgericht der finnischen Küche. Es ist ein Gemisch aus gedünsteten Zwiebeln, Hackfleisch und Fisch.

## Herkunft
Der Name des Gerichtes hört sich deutsch an, es entstammt aber der polnischen und osteuropäisch-jüdischen Küche. Nur der Name wird vom althochdeutsch „Vorspeise“ hergeleitet. Der finnische General und Präsident Mannerheim liebte es, es soll sein Lieblingsgericht gewesen sein. Die Zutaten werden gebraten und gemeinsam durch den Wolf gedreht. Der dabei entstehende Geruch ist etwas gewöhnungsbedürftig. Statt Hering können wie bei Königsberger Klopsen auch Sardellen verwendet werden. Die Zutaten und Zubereitung sind insgesamt sehr ähnlich, jedoch beharrt man in Finnland darauf, dass der Vorschmack ein typisch finnisches Gericht ist.
Es existieren auch Versionen, bei denen die Masse als Bällchen gekocht oder wo man alle Zutaten grob gehackt aber ungewolft einfach vermengt werden, dann erinnert das Ganze etwas an Labskaus.

## Zubereitung
Gehackte Zwiebeln werden in Butter gedünstet, der gehackte Fisch und das Hackfleisch werden dazugegeben und das Ganze durchgebraten. Anschließend wird die Masse gewolft und mit eingelegter Roter Beete, Gewürzgurken und fetthaltiger Saurer Sahne serviert. Als Hauptgericht werden Pellkartoffeln dazu gereicht. Als Fleisch wird traditionell Lamm verwendet, heutzutage jedoch meist gemischtes Hack aus Rind und Schwein. Als Fisch ist Hering traditionell und heute noch gebräuchlich. Pro kg Hackfleisch werden zwei Heringsfilets und zwei Zwiebeln verwendet. Wie in der finnischen Küche üblich, wird bei geringer Hitze sehr lange gegart. Zum Garen wurde lange der Saunaofen genutzt, der mehrere Stunden warm gehalten wurde.